# Виктор О’Райли
Виктор О’Райли (на английски: Victor O'Reilly) е ирландски писател на бестселъри в жанра екшън-трилър и документалистика. Пише и под псевдонима Люис Адеър (на английски: Lewis Adair).

## Биография и творчество
Виктор О’Райли е роден на 23 май 1944 г. в Ирландия. Учи в училище „St. Gerards“ в Брей 1949-1959 г. Завършва колежа „Trinity“ в Дъблин 1960-1964 г. с магистърска степен по икономика, английски език и история.
След завършването си О’Райли започва да работи в областта на маркетинга на „United Biscuits“ и „Doyle Dane Bernbach“, като става накрая и изпълнителен директор. После работи успешно за корпорация „Addmaster“. През 2009 г. е консултант на „Piasecki Aircraft Corporation“.
През януари 1986 г. О’Райли се насочва към писателското поприще. Първият му роман „Игрите на палача“ излиза през 1991 г. С него започва серията романи „Хюго Фицдуейн“. Главен герой в поредицата е бившият войник и военен фоторепортер Хюго Фицдуейн, който разследва убийства и се бори с различни терористични групи докато спасява себе си или семейството си. Романът става бестселър в списъка на „Ню Йорк Таймс“.
След първата си книга О’Райли значително разширява своите познания по въпросите на отбраната и борбата с тероризма в САЩ, и прилагането на закона в тези области, като изгражда широка мрежа от контакти и има много приятели.
От 1993 до 2006 г. работи в правителствена агенция като изследовател и консултант на американската армия, и във военната индустрия по въпросите на стратегическия бизнес, националната сигурност. Бил е консултант на заместник-началник на щаба на американската армия, съветник към Конгреса на САЩ, изготвил е поредица от доклади за члена на комисията по въоръжените сили конгресмен Джим Сакстън, говорител по въпросите на тероризма на различни институции, вкл. морската пехота на САЩ и разузнавателни агенции. Като говорител и лектор в различни университети и правителствени учреждения има добра репутация със способността си да общува, да ангажира и да забавлява слушателите. По време на работата си натрупва обширни познания за армията на САЩ и по въпросите на националната сигурност. Посещава различни военни части, като 82-ра въздушнодесантна дивизия и 3-та пехотна механизирана дивизия, Националния учебен център във Форт Ъруин в пустинята Мохаве, участва в бойни операции и лично е стрелял с различни оръжия, в т.ч. танка „Ейбрамс“. За работа си по романите ползва най-мощните компютърни програми и прави проучвания по различни въпроси.
През 2009 г. за по-малко от година е бил консултант на корпорация „Piasecki Aircraft“.
Виктор О’Райли живее със семейството си в Сиатъл, САЩ, и в Ирландия. Той е запален киноман, читател и пътешественик, но основното му хоби е завладяващият свят на компютрите.

## Произведения

### Серия „Хюго Фицдуейн“ (Hugo Fitzduane)
1. Игрите на палача, Games of the Hangman (1991)
2. Правилата на лова, Rules of the Hunt (1995) – издаден и като „Games of Vengeance“
3. Дяволската стъпка, The Devil's Footprint (1997)
4. The Blood Of Generations (2014)
5. The Dragon's Response (2014)

### Самостоятелни романи
- Satan's Smile (2010)
- The Book Lover’s Move (2015)

### Документалистика
- Titanic Nation
- My Cottage In Ireland
- Getting To Know The Warfighters (2015)
- How Eagle & Cuckoo Save America 1